# Teleutaea gracilis
Teleutaea gracilis är en stekelart som beskrevs av Joseph Augustine Cushman 1933. Teleutaea gracilis ingår i släktet Teleutaea och familjen brokparasitsteklar. Inga underarter finns listade i Catalogue of Life.